# Liste der Baudenkmäler in Hebertsfelden
Auf dieser Seite sind die Baudenkmäler in der niederbayerischen Gemeinde Hebertsfelden zusammengestellt. Diese Tabelle ist eine Teilliste der Liste der Baudenkmäler in Bayern. Grundlage ist die Bayerische Denkmalliste, die auf Basis des Bayerischen Denkmalschutzgesetzes vom 1. Oktober 1973 erstmals erstellt wurde und seither durch das Bayerische Landesamt für Denkmalpflege geführt wird. Die folgenden Angaben ersetzen nicht die rechtsverbindliche Auskunft der Denkmalschutzbehörde.

## Baudenkmäler nach Ortsteilen

### Hebertsfelden
| Lage                          | Objekt                              | Beschreibung | Akten-Nr.             | Bild           |
| ----------------------------- | ----------------------------------- | --- | --------------------- | -------------- |
| Edhofer Straße 4 (Standort)   | Traidboden                          | Blockbau, bezeichnet 1727 (modern untermauert) | D-2-77-124-1 Wikidata | BW             |
| Kirchenplatz 1 (Standort)     | Katholische Pfarrkirche St. Emmeram | neugotischer Rohziegelbau, 1855–1858, nach Plänen von Leonhard Schmidtner; mit Ausstattung; Friedhofskapelle, neugotisch, Ende 19. Jahrhundert; mit Ausstattung | D-2-77-124-2 Wikidata | weitere Bilder |
| Kirchenplatz 2 (Standort)     | Wohnhaus                            | verschalter Blockbau mit flach geneigtem Satteldach, modern bezeichnet 1789; zugehörig zum Gasthof                                                              | D-2-77-124-3 Wikidata | BW             |
| Pfarrstraße 2 (Standort)      | Pfarrhaus                           | stattlicher zweigeschossiger Satteldachbau, 1852 | D-2-77-124-4 Wikidata | BW             |
| Plattner Straße 32 (Standort) | Ehemaliger Pfarrhof                 | stattlicher Bau mit Blockbau-Obergeschoss, 18. Jahrhundert, Dach nachträglich aufgesteilt                                                                       | D-2-77-124-5 Wikidata | BW             |

### Binderberg
| Lage                    | Objekt                            | Beschreibung                                                                                           | Akten-Nr.             | Bild |
| ----------------------- | --------------------------------- | --- | --------------------- | ---- |
| Binderberg 2 (Standort) | Wohnstallhaus eines Dreiseithofes | mit Blockbau-Obergeschoss, zum Teil verbrettert, und flach geneigtem Satteldach, Mitte 19. Jahrhundert | D-2-77-124-7 Wikidata | BW   |

### Brandlöd
| Lage                  | Objekt      | Beschreibung | Akten-Nr.             | Bild |
| --------------------- | ----------- | --- | --------------------- | ---- |
| Brandlöd 2 (Standort) | Vierseithof | Mitte 19. Jahrhundert; Wohnstallhaus, mit zum Teil verschaltem Blockbau-Obergeschoss; Stadel, zweitenniger Ständerbohlenbau; Stall, eingeschossiger, geziegelter Ziegelbau; Remise, zweigeschossiger Ziegelbau | D-2-77-124-8 Wikidata | BW   |

### Edhof
| Lage                         | Objekt           | Beschreibung | Akten-Nr.             | Bild |
| ---------------------------- | ---------------- | --- | --------------------- | ---- |
| Passauer Straße 1 (Standort) | Fabrikantenvilla | zweigeschossiger Backsteinbau mit Ornamentierung, nordseitig hakenförmige Anbauten für Dienstbotenwohnungen und Garagen, um 1920; mit Garteneinfriedung, gleichzeitig | D-2-77-124-9 Wikidata | BW   |

### Ferlin
| Lage                | Objekt                                       | Beschreibung | Akten-Nr.              | Bild |
| ------------------- | -------------------------------------------- | --- | ---------------------- | ---- |
| Ferlin 2 (Standort) | Wohnstallhaus eines ehemaligen Vierseithofes | verbretterter Blockbau (zum Teil offen) mit Traufschrot, im Kern wohl letztes Viertel 18. Jahrhundert, Dach um 1900 in Firstrichtung gedreht; zweitenniger Ständerbohlen-Stadel, 1. Hälfte 19. Jahrhundert; Stalltrakt, teilweise mit Blockwänden und Ständerbohlen, 1. Hälfte 19. Jahrhundert | D-2-77-124-13 Wikidata | BW   |

### Fischgartl
| Lage                    | Objekt          | Beschreibung | Akten-Nr.              | Bild |
| ----------------------- | --------------- | --- | ---------------------- | ---- |
| Fischgartl 1 (Standort) | Kleinbauernhaus | Einfirsthof, zweigeschossiger Blockbau mit Giebelschrot und flach geneigtem Satteldach, 4. Viertel 18. Jahrhundert | D-2-77-124-14 Wikidata | BW   |

### Furth
| Lage               | Objekt                          | Beschreibung | Akten-Nr.              | Bild |
| ------------------ | ------------------------------- | --- | ---------------------- | ---- |
| Furth 1 (Standort) | Ständerbohlenstadel (Südflügel) | eintennig, wohl spätes 18. Jahrhundert; Westflügel, mit zweigeschossigem, polychrom dekoriertem Traidkasten, bezeichnet 1668, und Remise, 1. Hälfte 19. Jahrhundert | D-2-77-124-15 Wikidata | BW   |

### Gallhub
| Lage                 | Objekt                        | Beschreibung | Akten-Nr.              | Bild |
| -------------------- | ----------------------------- | --- | ---------------------- | ---- |
| Gallhub 1 (Standort) | Stockhaus eines Vierseithofes | mit Blockbau-Obergeschoss, flach geneigtem Satteldach und zwei Giebelschroten, bezeichnet 1838; Südflügel, Ständerbohlen-Bundwerkstadel mit flach geneigtem Satteldach, bezeichnet 1825; Ostflügel, geständerter Traidkasten in Blockbau, Anfang 19. Jahrhundert | D-2-77-124-16 Wikidata | BW   |

### Gnadenöd
| Lage                  | Objekt                            | Beschreibung                                                             | Akten-Nr.              | Bild |
| --------------------- | --------------------------------- | ------------------------------------------------------------------------ | ---------------------- | ---- |
| Gnadenöd 3 (Standort) | Wohnstallhaus in offenem Blockbau | Stall massiv, mit flach geneigtem Satteldach, 4. Viertel 17. Jahrhundert | D-2-77-124-17 Wikidata | BW   |

### Gollerbach
| Lage                     | Objekt                                          | Beschreibung                                                                  | Akten-Nr.              | Bild |
| ------------------------ | ----------------------------------------------- | ----------------------------------------------------------------------------- | ---------------------- | ---- |
| Gollerbach 14 (Standort) | Stockhaus mit verschaltem Blockbau-Obergeschoss | und flach geneigtem Satteldach, im Kern 18. Jahrhundert, um 1950 aufgestockt. | D-2-77-124-18 Wikidata | BW   |

### Großkag
| Lage                   | Objekt                                       | Beschreibung                                                                                          | Akten-Nr.              | Bild |
| ---------------------- | -------------------------------------------- | --- | ---------------------- | ---- |
| Großkag 1 a (Standort) | Querstockhaus eines ehemaligen Vierseithofes | mit zum Teil verschaltem Blockbau-Obergeschoss und flach geneigtem Satteldach, Anfang 19. Jahrhundert | D-2-77-124-19 Wikidata | BW   |

### Grub
| Lage              | Objekt                                  | Beschreibung | Akten-Nr.              | Bild |
| ----------------- | --------------------------------------- | --- | ---------------------- | ---- |
| Grub 1 (Standort) | Rottaler Bauernhaus eines Vierseithofes | mit zum Teil verschaltem Blockbau-Obergeschoss, flach geneigtem Satteldach und farbigen Verzierungen, bezeichnet 1779 | D-2-77-124-20 Wikidata | BW   |

### Hausmanning
| Lage                             | Objekt     | Beschreibung                                                                           | Akten-Nr.              | Bild |
| -------------------------------- | ---------- | -------------------------------------------------------------------------------------- | ---------------------- | ---- |
| Niedernkirchener Feld (Standort) | Hofkapelle | kleiner spätbarocker Putzbau, bezeichnet 1816; mit Ausstattung; zugehörig zu Hs. Nr. 1 | D-2-77-124-22 Wikidata | BW   |

### Hollkronöd
| Lage                    | Objekt                                     | Beschreibung | Akten-Nr.              | Bild |
| ----------------------- | ------------------------------------------ | --- | ---------------------- | ---- |
| Hollkronöd 1 (Standort) | Wohnstallhaus eines ehemaligen Vierseithof | zweigeschossiger Ziegelbau, zum Teil verbrettert, mit Traufschrot und Satteldach, 1869; Wagenschuppen, Ziegelbau mit Verbretterung am Obergeschoss, um 1870; Stall mit Blockbau-Obergeschoss, um 1870 | D-2-77-124-25 Wikidata | BW   |

### Höllmühl
| Lage                  | Objekt      | Beschreibung | Akten-Nr.              | Bild |
| --------------------- | ----------- | --- | ---------------------- | ---- |
| Höllmühl 1 (Standort) | Vierseithof | Rottaler Bauernhaus mit Blockbau-Obergeschoss, Giebelschrot und flach geneigtem Satteldach, Ende 18. Jahrhundert; Südflügel, geständerter Traidkasten mit Blockbau-Obergeschoss, gleichzeitig; Westflügel, lang gestreckter Stadel mit Flachsatteldach, 2. Hälfte 19. Jahrhundert; Ostflügel, Remise, 2. Hälfte 19. Jahrhundert | D-2-77-124-24 Wikidata | BW   |

### Holzhamm
| Lage                   | Objekt                            | Beschreibung                                                                                     | Akten-Nr.              | Bild |
| ---------------------- | --------------------------------- | ------------------------------------------------------------------------------------------------ | ---------------------- | ---- |
| Holzhamm 16 (Standort) | Wohnstallhaus eines Vierseithofes | mit Blockbau-Obergeschoss und mittelsteilem Dach, 3. Viertel 19. Jahrhundert                     | D-2-77-124-28 Wikidata | BW   |
| Holzhamm 21 (Standort) | Kapellenbildstock                 | 1. Hälfte 19. Jahrhundert; am südlichen Ortsrand                                                 | D-2-77-124-29 Wikidata | BW   |
| Holzhamm 56 (Standort) | Querstockhaus                     | des Vierseithofes Zirn, mit Blockbau-Obergeschoss und steilerem Dach, nach Mitte 19. Jahrhundert | D-2-77-124-27 Wikidata | BW   |

### Käsberg
| Lage                  | Objekt        | Beschreibung                                                                                                   | Akten-Nr.              | Bild |
| --------------------- | ------------- | --- | ---------------------- | ---- |
| Käsberg 1a (Standort) | Wohnstallhaus | zum Teil in offenem Blockbau, mit Malschrot, im Kern Ende 18. Jahrhundert, Dach 1919 in Firstrichtung gedreht. | D-2-77-124-30 Wikidata | BW   |

### Kleinkag
| Lage                  | Objekt      | Beschreibung                                                                         | Akten-Nr.              | Bild |
| --------------------- | ----------- | ------------------------------------------------------------------------------------ | ---------------------- | ---- |
| Kleinkag 2 (Standort) | Einfirsthof | mit Blockbau-Obergeschoss und flach geneigtem Satteldach, 1. Drittel 19. Jahrhundert | D-2-77-124-31 Wikidata | BW   |

### Kollbeck
| Lage                  | Objekt                 | Beschreibung | Akten-Nr.              | Bild |
| --------------------- | ---------------------- | --- | ---------------------- | ---- |
| Kollbeck 2 (Standort) | Rottaler Wohnstallhaus | eines Dreiseithofes, mit Blockbau-Obergeschoss, zwei Giebelschroten und flach geneigtem Satteldach, bezeichnet 1808; Südflügel, Ständerbohlenstadel, nach Mitte 19. Jahrhundert | D-2-77-124-32 Wikidata | BW   |

### Kollomann
| Lage                   | Objekt                               | Beschreibung                                                                     | Akten-Nr.              | Bild |
| ---------------------- | ------------------------------------ | -------------------------------------------------------------------------------- | ---------------------- | ---- |
| Kollomann 2 (Standort) | Katholische Filialkirche St. Koloman | alte Ausstattung der 1952 wiedererrichteten katholische Filialkirche St. Koloman | D-2-77-124-33 Wikidata | BW   |

### Lerch
| Lage               | Objekt | Beschreibung                                                                                           | Akten-Nr.              | Bild |
| ------------------ | ------ | --- | ---------------------- | ---- |
| Lerch 1 (Standort) | Stadel | eintennig, mit flach geneigtem Satteldach und Teilen als Ständerbohlenwand, nach Mitte 18. Jahrhundert | D-2-77-124-36 Wikidata | BW   |

### March
| Lage               | Objekt   | Beschreibung                                                                                    | Akten-Nr.              | Bild |
| ------------------ | -------- | ----------------------------------------------------------------------------------------------- | ---------------------- | ---- |
| March 1 (Standort) | Backhaus | mit Backofen, Dörre und Waschplatz, Ziegelbau mit verbretterten Anbauten, Mitte 19. Jahrhundert | D-2-77-124-59 Wikidata | BW   |

### Marchöd
| Lage                  | Objekt                        | Beschreibung                                                                                          | Akten-Nr.              | Bild |
| --------------------- | ----------------------------- | --- | ---------------------- | ---- |
| Marchöd 10 (Standort) | Giebelgeteiltes Wohnstallhaus | eines Dreiseithofes, zweigeschossiger Blockbau mit flach geneigtem Satteldach, Anfang 19. Jahrhundert | D-2-77-124-37 Wikidata | BW   |

### Mehlhardt am Sand
| Lage                           | Objekt | Beschreibung                                                  | Akten-Nr.              | Bild |
| ------------------------------ | ------ | ------------------------------------------------------------- | ---------------------- | ---- |
| Mehlhardt am Sand 1 (Standort) | Stadel | lang gestreckter Ständerbohlenbau, nach Mitte 19. Jahrhundert | D-2-77-124-50 Wikidata | BW   |

### Niedernkirchen
| Lage                         | Objekt                                            | Beschreibung | Akten-Nr.              | Bild |
| ---------------------------- | ------------------------------------------------- | --- | ---------------------- | ---- |
| Leonhardistraße 7 (Standort) | Katholische Pfarrkirche St. Philippus und Jakobus | im Kern spätgotisch, 15. Jahrhundert, Anfang 18. Jahrhundert barockisiert; mit Ausstattung; 1911 erweitert mit Turmneubau | D-2-77-124-39 Wikidata | BW   |

### Oberreisbeck
| Lage                      | Objekt                                   | Beschreibung                           | Akten-Nr.              | Bild |
| ------------------------- | ---------------------------------------- | -------------------------------------- | ---------------------- | ---- |
| Oberreisbeck 2 (Standort) | Ständerbohlen-Bundwerkstadel (Südflügel) | zweitennig, 1. Viertel 19. Jahrhundert | D-2-77-124-40 Wikidata | BW   |

### Ponhardsberg
| Lage                      | Objekt                  | Beschreibung                                                                                              | Akten-Nr.              | Bild |
| ------------------------- | ----------------------- | --- | ---------------------- | ---- |
| Ponhardsberg 7 (Standort) | Ökonomiebau (Ostflügel) | mit Ständerbohlen-Konstruktion im Erdgeschoss und Traidkasten im Obergeschoss, 1. Drittel 19. Jahrhundert | D-2-77-124-41 Wikidata | BW   |

### Ponzaun
| Lage                 | Objekt    | Beschreibung                                                                                         | Akten-Nr.              | Bild |
| -------------------- | --------- | --- | ---------------------- | ---- |
| Ponzaun 2 (Standort) | Stockhaus | mit Blockbau-Obergeschoss, flach geneigtem Satteldach und erneuerten Giebelschroten, bezeichnet 1785 | D-2-77-124-42 Wikidata | BW   |

### Prienbach
| Lage                   | Objekt                             | Beschreibung | Akten-Nr.              | Bild           |
| ---------------------- | ---------------------------------- | --- | ---------------------- | -------------- |
| Prienbach 4 (Standort) | Ökonomiebau (Westflügel)           | mit Ständerbohlenkonstruktion (teilweise erneuert) und Blockbau-Obergeschoss (Traidkasten), 2. Hälfte 19. Jahrhundert | D-2-77-124-44 Wikidata | BW             |
| Prienbach 5 (Standort) | Katholische Filialkirche St. Maria | neuromanischer Blankziegelbau, 1868, mit Ausstattung                                                                  | D-2-77-124-43 Wikidata | weitere Bilder |

### Roith
| Lage               | Objekt                                     | Beschreibung                                                                                    | Akten-Nr.              | Bild |
| ------------------ | ------------------------------------------ | ----------------------------------------------------------------------------------------------- | ---------------------- | ---- |
| Roith 4 (Standort) | Ständerbohlenstadel                        | zweitennig, mit Bundwerkzone an Nordseite, Mitte 18. Jahrhundert                                | D-2-77-124-47 Wikidata | BW   |
| Roith 5 (Standort) | Ständerbohlenstadel                        | eintennig, mit Resten von Bemalung am Tennentor, an Stützsäule im Inneren bezeichnet 1782       | D-2-77-124-46 Wikidata | BW   |
| Roith 6 (Standort) | Rottaler Wohnstallhaus eines Vierseithofes | zum Teil erneuert, zweigeschossig, mit flach geneigtem Satteldach, im Kern Ende 18. Jahrhundert | D-2-77-124-45 Wikidata | BW   |

### Rottenstuben
| Lage                      | Objekt                               | Beschreibung | Akten-Nr.              | Bild           |
| ------------------------- | ------------------------------------ | --- | ---------------------- | -------------- |
| Rottenstuben 1 (Standort) | Katholische Filialkirche St. Jakobus | kleiner geschlämmter Ziegelbau mit eingezogenem Chor und gedrungenem Westturm, Mitte 15. Jahrhundert; mit Ausstattung | D-2-77-124-48 Wikidata | weitere Bilder |
| Rottenstuben 6 (Standort) | Einfirsthof                          | Mittertennbau, zweigeschossiger Blockbau mit flach geneigtem Satteldach, 2. Hälfte 18. Jahrhundert                    | D-2-77-124-49 Wikidata | BW             |

### Schildmannsberg
| Lage                         | Objekt                 | Beschreibung | Akten-Nr.              | Bild |
| ---------------------------- | ---------------------- | --- | ---------------------- | ---- |
| Schildmannsberg 1 ()         | Ehemaliger Einfirsthof | zweigeschossiger Satteldachbau, Wohnteil mit Erdgeschoss in Ziegelmauerwerk und Obergeschoss-Blockbau, Giebelschroten, Stadel verbretterte Ständerkonstruktion, letztes Viertel 19. Jahrhundert, mit Veränderungen wohl in der 1. Hälfte des 20. Jahrhunderts | D-2-77-124-63          |      |
| Schildmannsberg 5 (Standort) | Kleinbauernhaus        | mit verschaltem Blockbau-Obergeschoss und flach geneigtem Satteldach, mit quer angebautem Stallteil, Anfang 19. Jahrhundert | D-2-77-124-51 Wikidata | BW   |

### Schmauß
| Lage                 | Objekt                       | Beschreibung | Akten-Nr.              | Bild |
| -------------------- | ---------------------------- | --- | ---------------------- | ---- |
| Schmauß 1 (Standort) | Traufständiges Wohnstallhaus | eines Vierseithofes, mit Blockbau-Obergeschoss, Backsteinwänden und flach geneigtem Satteldach, im Kern Ende 18. Jahrhundert und 3. Viertel 19. Jahrhundert | D-2-77-124-52 Wikidata | BW   |

### Schnellberg
| Lage                     | Objekt                            | Beschreibung                                                                                              | Akten-Nr.              | Bild |
| ------------------------ | --------------------------------- | --- | ---------------------- | ---- |
| Schnellberg 1 (Standort) | Querstockhaus eines Vierseithofes | mit zum Teil verschaltem Blockbau-Obergeschoss und flach geneigtem Satteldach, 1. Drittel 19. Jahrhundert | D-2-77-124-54 Wikidata | BW   |

### Schönhub
| Lage                  | Objekt             | Beschreibung                                                                           | Akten-Nr.              | Bild |
| --------------------- | ------------------ | -------------------------------------------------------------------------------------- | ---------------------- | ---- |
| Schönhub 6 (Standort) | Stadel (Ostflügel) | mit reicher Gitterbundwerkzone über unverputztem Backstein, nach Mitte 19. Jahrhundert | D-2-77-124-55 Wikidata | BW   |

### Unterhausbach
| Lage                        | Objekt                               | Beschreibung                                                                         | Akten-Nr.              | Bild |
| --------------------------- | ------------------------------------ | ------------------------------------------------------------------------------------ | ---------------------- | ---- |
| Unterhausbach 13 (Standort) | Katholische Filialkirche St. Barbara | kleiner Ziegelbau der Spätgotik, Dachstuhl bezeichnet 1533 und 1715; mit Ausstattung | D-2-77-124-57 Wikidata | BW   |

### Zulehen
| Lage                 | Objekt          | Beschreibung | Akten-Nr.              | Bild |
| -------------------- | --------------- | --- | ---------------------- | ---- |
| Zulehen 2 (Standort) | Kleinbauernhaus | Seitenflurhaus, mit verschaltem Blockbau, bezeichnet 1647, Dach und Tennenteil später, wohl 18./19. Jahrhundert | D-2-77-124-58 Wikidata | BW   |